# جائزة البرتغال الكبرى 1991
جائزة البرتغال الكبرى 1991 هو سباق فورمولا 1 أقيم بتاريخ 22 سبتمبر 1991. كان الثالث عشر من أصل 16 في بطولة العالم لسباقات الفورمولا واحد موسم 1991. حلّ الإيطالي ريكاردو باتريس أولا بينما جاء البرازيلي آيرتون سينا في المركز الثاني وحصل على المركز الثالث الفرنسي جان إليزي.